# Cranichis lehmannii
Cranichis lehmannii är en orkidéart som beskrevs av Heinrich Gustav Reichenbach. Cranichis lehmannii ingår i släktet Cranichis, och familjen orkidéer. Inga underarter finns listade i Catalogue of Life.